# 速端曲線
速端曲線圖是一種線圖，可以用來展示出物體或流體的向量運動。這圖所展現的曲線稱為速端曲線，顧名思意，與速度有關。假若我們將速度向量的尾部固定於坐標系統的原點，則速度向量首部的軌跡是速端曲線。在曲線上，任何一點的徑向距離 與移動的粒子的速率成正比。將這定義延伸，可以用來展示任意變數向量的運動行為。
速端曲線圖最先由威廉·盧雲·哈密頓給予實際用途。於 1846 年，他在皇家愛爾蘭學院院刊 (Proceedings of the Royal Irish Academy) 發表了一篇關於克卜勒問題的論文；其中，他用速端曲線來顯示速度向量首部的軌道，證明了這曲線是圓形。

## 應用
在物理學，天文學，與流體力學裏，速端曲線可以用來繪示物質的形變，行星的運動，以及任何涉及物體速度的數據。

### 氣象學

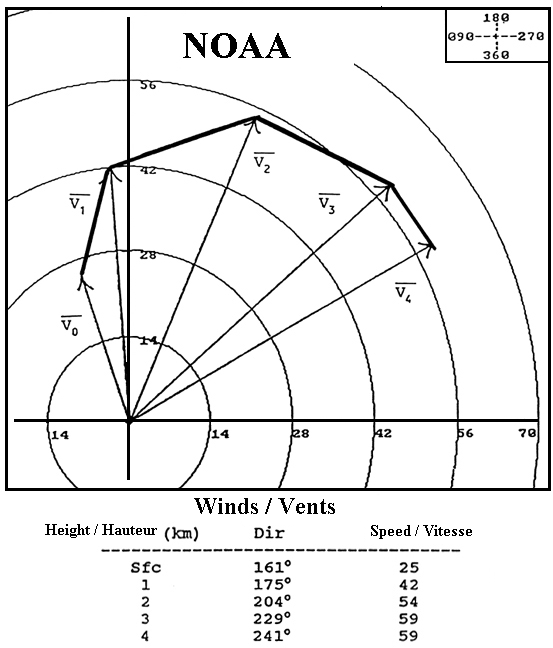
用無線電探空儀蒐集的高空氣流數據繪出的速端曲線（資料來源： 美國國家海洋和大氣管理局）。

在氣象學裏，無線電探空儀蒐集的高空氣流數據，可以用速端曲線來展示。採用極線圖。以參考軸為一邊測量出來的角度代表風向，而徑向距離則代表風強度。如右圖下方的數據列表顯示，在五種不同高度的氣層的風向與風強度 。這些風的數據，向量 {\displaystyle \mathbf {V} _{0}} 至 {\displaystyle \mathbf {V} _{4}} ，都已被繪於圖內。說明方向的資料顯示於圖右上角。
有了速端曲線與各種熱力學繪圖 (thermodynamic diagram) ，像溫熵圖 (tephigram)，氣象學家可以計算出
- 風切變：每一個向量與其相鄰向量的首部連線，可以顯示出，在那一層大氣層內的方向與強度的變化。對於雷暴的發展和風的未來演變，風切變給予我們很重要的資料。

- 亂流: 風切變意味著可能會有亂流存在。亂流時常會對於飛機航空造成危險。

- 溫度平流：用某一個氣層的風向資料與其上面氣層的風切變資料，可以計算出這一個氣層的空氣溫度改變。在北半球，假設兩個氣層之間存在著風切變，則其右邊必有暖空氣的存在。相反現象會發生在南半球（參閱熱力風 (thermal wind) ）。如上圖，從西南方吹來的風 {\displaystyle \mathbf {V} _{3}} 與風切變的右邊相會，這意味著暖平流 (advection) ，在那氣層的空氣會變暖。

## 參閱
- 拉普拉斯-龍格-冷次向量

## 外部連結
- The Hodograph - Dr. James B. Calvert, 丹佛大學
- Feynman's Lost Lecture — The Motion of Planets Around the Sun by David L. Goodstein & Judith R. Goodstein (ISBN 0-393-03918-8, W.W.Norton & Company: New York, 1996)。 在這本書裏，速端曲線被用來導引，在牛頓萬有引力作用下，粒子運動呈現的橢圓軌道。